# Lutomia Górna

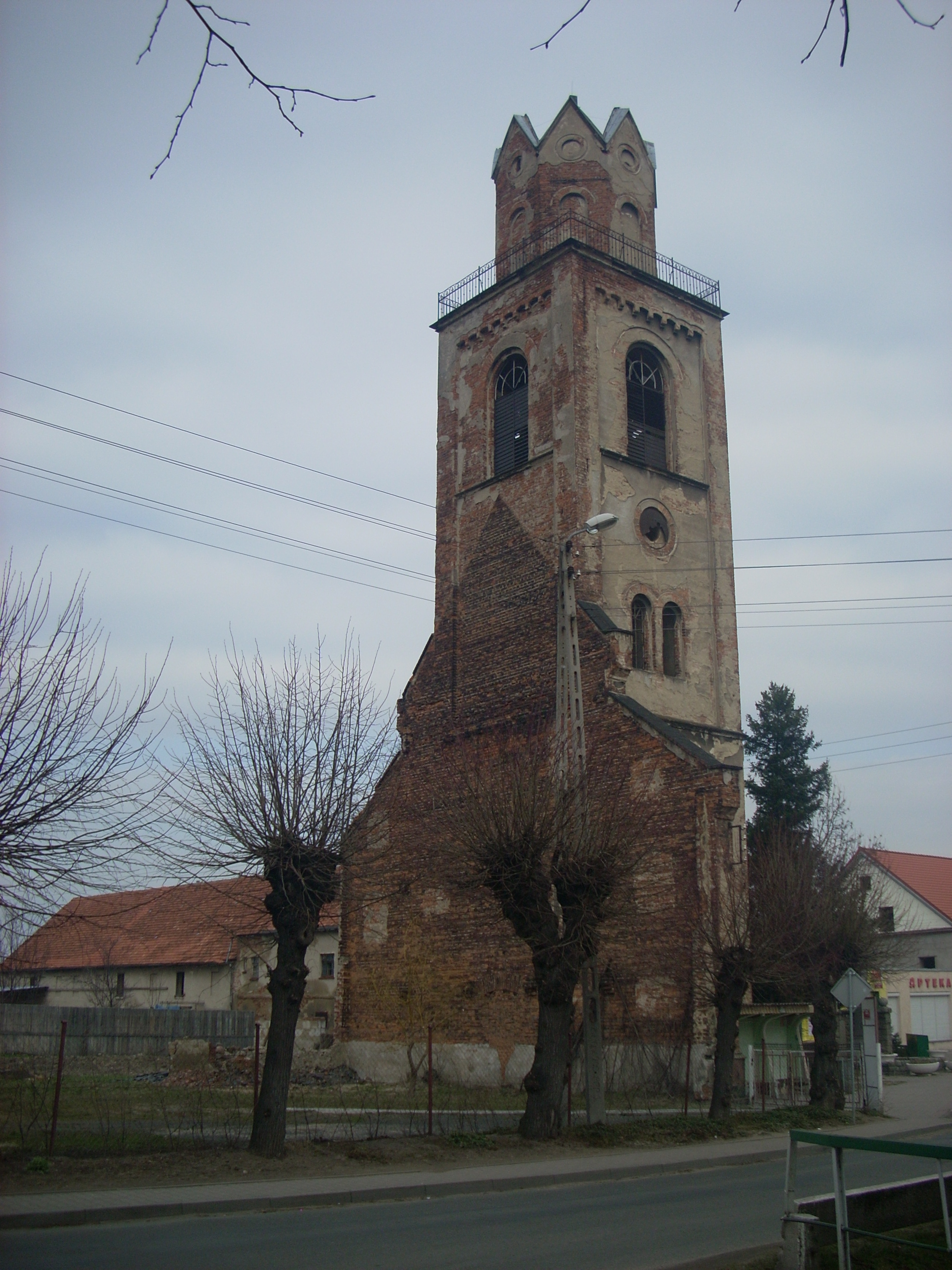
Turm der ehemaligen evangelischen Pfarrkirche

Lutomia Górna (deutsch: Ober Leutmannsdorf) ist ein Ort in der Landgemeinde Świdnica (Schweidnitz) im Powiat Świdnicki der Woiwodschaft Niederschlesien in Polen.

## Lage
Der Ort liegt etwa 13 Kilometer südöstlich der Kreisstadt Świdnica (Schweidnitz) und 56 Kilometer südwestlich von Breslau.
Nachbarorte sind Lutomia Dolna (Nieder Leutmannsdorf) im Nordosten, Bojanice (Ludwigsdorf) im Nordwesten, Stachowice (Groß Friedrichsfelde) im Süden.

## Geschichte
Leutmannsdorf wurde im Zuge der Ostkolonisation um 1250 von einem Ritter Lutzmann als Waldhufendorf gegründet. Der Ort bestand aus mehreren Anteilen: Bergseite (Nieder Leutmannsdorf), Grundseite (Ober Leutmannsdorf) und Klein Leutmannsdorf.
1374 war Besitzer der Leutmannsdorfer Grundseite Peter von Betschow auf Ruppersdorf, 1374 Bartholomäus von Betschow, 1393 Nicklas von Betschow auf Ludwigsdorf. 1423 fiel es an dessen Söhne Kunze Heinz und Nickel von Betschow. 1491 gehörte es Balzer von Leutmannsdorf und Kasper zu Falkenau. Schließlich gelangte es 1505 an den Rat der Stadt Schweidnitz. Eigentümer blieb bis in das 19. Jahrhundert die Kämmerei in Schweidnitz.
Nach dem Ersten Schlesischen Krieg 1742 fiel Leutmannsdorf zusammen mit dem größten Teil Schlesiens an Preußen und wurde in den Kreis Schweidnitz eingegliedert. Die evangelischen Einwohner von Leutmannsdorf erhielten am 30. März 1742 die Erlaubnis zum Bau eines Bethauses auf der Leutmannsdorfer Grundseite. Der Bau wurde 1744 fertiggestellt. Zugleich wurden ein Pfarrhaus und eine evangelische Schule errichtet. Wegen Baufälligkeit wurde das hölzerne Bauwerk in der zweiten Hälfte des 19. Jahrhunderts durch einen steinernen Neubau ersetzt. Zur evangelische Parochie Leutmannsdorf waren eingepfarrt: Leutmannsdorf Grundseite, Leutmannsdorf Bergseite, Ober Leutmannsdorf, Groß Friedrichsfelde und Ludwigsdorf.
1830 zählte Ober Leutmannsdorf 118 Häuser, drei Vorwerke, 901 Einwohner, davon 69 katholisch und der Rest evangelisch, eine evangelische Mutterkirche, eine evangelische Schule, zwei Brennereien, vier Wassermühlen und eine Windmühle. 1874 wurde der Amtsbezirk Leutmannsdorf gebildet, zu dem die Landgemeinden Klein Friedrichsfeld, Klein Leutmannsdorf, Leutmannsdorf-Bergseite, Leutmannsdorf-Grundseite und Ober Leutmannsdorf sowie die Gutsbezirke Leutmannsdorf und Forst gehörten. Am 1. April 1937 wurden Ober Leutmannsdorf, Leutmannsdorf Bergseite, Leutmannsdorf Grundseite, Klein Leutmannsdorf und Groß Friedrichsfelde zur Gemeinde Leutmannsdorf vereinigt. 1939 hatte der Ort 912 Haushaltungen mit 2922 Einwohnern.
Als Folge des Zweiten Weltkriegs fiel Ober Leutmannsdorf mit fast ganz Schlesien an Polen und wurde nachfolgend in Lutomia Górna umbenannt. Die deutschen Einwohner wurden bis Oktober 1947 zum größten Teil vertrieben. Die neu angesiedelten Bewohner stammten teilweise aus Ostpolen, das an die Sowjetunion gefallen war. 1975–1998 gehörte Lutonia Górna zur Woiwodschaft Wałbrzych (Waldenburg).

## Sehenswürdigkeiten
- Turm der ehemaligen evangelischen Pfarrkirche